# بونتا كاسيدو
بونتا كاسيدو هو رأس صغير يقع في الساحل الجنوبي لجمهورية الدومينيكان، على بعد 24 كيلومتر شرقًا من سانتو دومينغو . يقع مطار لاس أمريكا الدولي في بونتا كاوسيدو. وهو أيضًا قطاع في مدينة بوكا تشيكا في محافظة سانتو دومينغو بجمهورية الدومينيكان .